# Тюриский район
Тюриский район — административно-территориальная единица в составе Эстонской ССР, существовавшая в 1950—1959 годах. Центр — Тюри. Площадь района в 1955 году составляла 909,1 км².

## История
Тюриский район был образован в 1950 году, когда уездное деление в Эстонской ССР было заменено районным. В 1952 году район был включён в состав Таллинской области, но уже в апреле 1953 года в результате упразднения областей в Эстонской ССР район был возвращён в республиканское подчинение.
В 1959 году Тюриский район был упразднён.

## Административное деление
В 1955 году район включал 1 город (Тюри) и 6 сельсоветов: Кяруский, Лаупаский, Леллеский, Ойсуский (центр — Вяльяотса), Оллепаский (центр — Сагевере), Тюриский.